# 麻植氏
麻植氏（おえし）は日本の武家の姓のひとつ。徳島県に特に多い。
- 忌部氏流 - 阿波国麻殖郡より起こる。阿波の忌部氏の末裔の忌部神社大宮司家麻殖氏の事をいい、「麻植」とも記される。共に読み方は「おえ」と読む。一族には、麻殖持光がいる。なお、一族の本宗家が三木氏となったとされる[1]。→麻殖氏
- 清和源氏柿原氏流 - 阿波国阿波郡柿原村より起こる。一族には上楼の役にて活躍した柿原義長がいる。　→ 麻植氏 (柿原氏)
- 桓武平氏流 - 1186年平康頼が阿波国麻殖保の保司として麻植郡に領地を拝領したことに始まるとする。 → 麻植氏 (平氏)
- 清和源氏足利氏流 - 以下で解説する。

## 事蹟
足利泰氏の子・足利氏継が尾張国山田に住したといい、氏継の子の兼氏が、小笠原氏の一族の安宅長久の娘と婚姻。孫の重氏が、尾張三郎と称し、小笠原氏と共に阿波国に移住し、阿波国大西城の城代となったという。さらに、重氏の子の俊氏は山田と改姓し、細川祐氏の娘と婚姻。1340年に阿波国美馬郡貞光に入部した。
一説には、初めの部分は明確ではないとしながら、清和天皇の曾孫・源満政の流れを汲む尾張の山田氏の出であるといい、小笠原氏と姻戚関係を結び、さらに細川氏とも縁組して、細川頼春が阿波国守護を得た際、随従して阿波国美馬郡貞光に入部した山田俊氏に始まるとしている。
山田俊氏の子山田重時は、美馬九郎右衛門と称し、民部少輔に任官され、細川頼之に仕えた。のちに麻殖郡飯尾村に移り、忌部神社の大宮司の麻殖氏の女婿となり、麻植重時と称したという。
累代、養父家の麻殖氏とともに阿波細川氏に仕え、麻植親氏から麻植重俊の代までほぼ志摩守を任官され、貞光・飯尾・森山村大字森藤など所領したが、阿波小笠原氏（三好氏・安宅氏）と婚姻関係が深くなり、また、戦国乱世の下克上によって三好氏が強勢となり、重時から8代のちの重俊は、三好氏の親族にして重臣の十河存保に仕えた。
しかし、重俊は、1579年に脇坂の戦いで討たれ、次代麻植重長(重俊の弟)も三好長治に属して中富川の戦いで討死し、さらに次代麻植成義(重長の子)は、十河存保の小姓をしていたが、後に主君・存保とは別に豊臣秀吉に臣従し、豊後戸次川の戦いで討ち死にした。3代に渡って戦で亡くなっている事からこの頃は大将格ではなく、中堅格の武家だった事が分かる。
また、成義の弟・麻植成経は、兄同様豊臣氏に仕え、1614年大坂冬の陣の在陣中大野主馬夜討が押し寄せた際、主馬を守る為に疵を受けたといい、1615年大坂夏の陣には、子の麻植成政と共に出陣したという。その後、戦いの中で生き長らえ、成政の弟の麻植重義の系統が、美馬郡森山地方で庄屋として幕末に至ったとしている。なお、末裔に麻植豊等がいる。
分流としては、子孫を名乗る岡田家家伝に拠れば、重時の6代後の麻植泰俊の子（一説に長男という）の麻植庄吉丈が阿波細川氏に仕え、天文年間に勲功から貞光すつこ（現在の美馬郡つるぎ町貞光捨子谷）の所領を許され、やはりで庄屋として幕末に至ったとしている。

### 系図
太田亮ほか通説的見解に従った系図を下記に記す。
- 清和天皇－(略)－足利泰氏－足利氏継－足利兼氏－山田従四位下阿波守重氏－山田民部大輔俊氏－麻植重時－右京大進氏重－志摩守親氏－同氏重－同氏直－同頼利－隠岐守泰俊－志摩守氏義－同重俊－重長(重俊の弟)－成義－成経(成義の弟)－成政－重義（成政の弟）